# 小疮菊属
小疮菊属（学名：Garhadiolus）是菊科下的一个属，为草本植物。该属共有5种，分布于中亚及土耳其和阿富汗。